# Musa coccinea
A Musa coccinea az egyszikűek (Liliopsida) osztályának gyömbérvirágúak (Zingiberales) rendjébe, ezen belül a banánfélék (Musaceae) családjába tartozó faj.

## Előfordulása

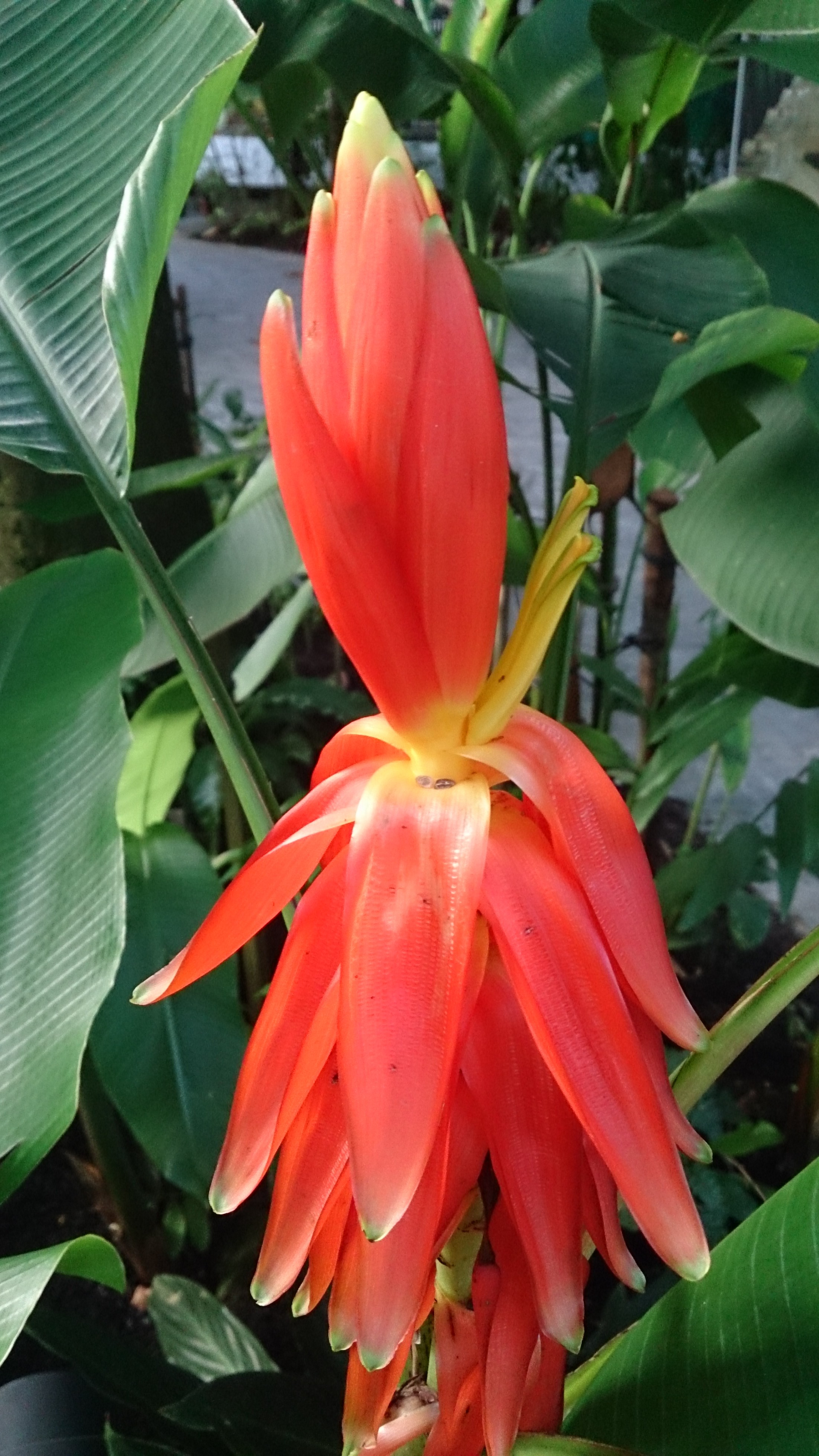
A virágai sárgák

A Musa coccinea őshazája Kína trópusi részei, például Kuangtung, Kuanghszi-Csuang Autonóm Terület és Jünnan tartományok, valamint Vietnám.

## Megjelenése
E növény virágzata kerekítettebb, mint a rokon Musa beccariié. A virágzat több felálló, csavarodott, vörös nyúlványból tevődik össze. Mindegyik nyúlványban egy sárga virág található. A magokat tartalmazó termés narancssárga és körülbelül 2 centiméter hosszú.
Diploid kromoszómaszáma 2n=20.
A megporzását a denevérek végzik el.

## Felhasználása
Ezt a banánt dísznövényként az egész világon termesztik. Hawaiin főleg a rákollóvirágokkal (Heliconia) társítják.
Az Újvilágban a Raoiella indica nevű gubacsatkaféle élősködik ezen a banánon.

## Források

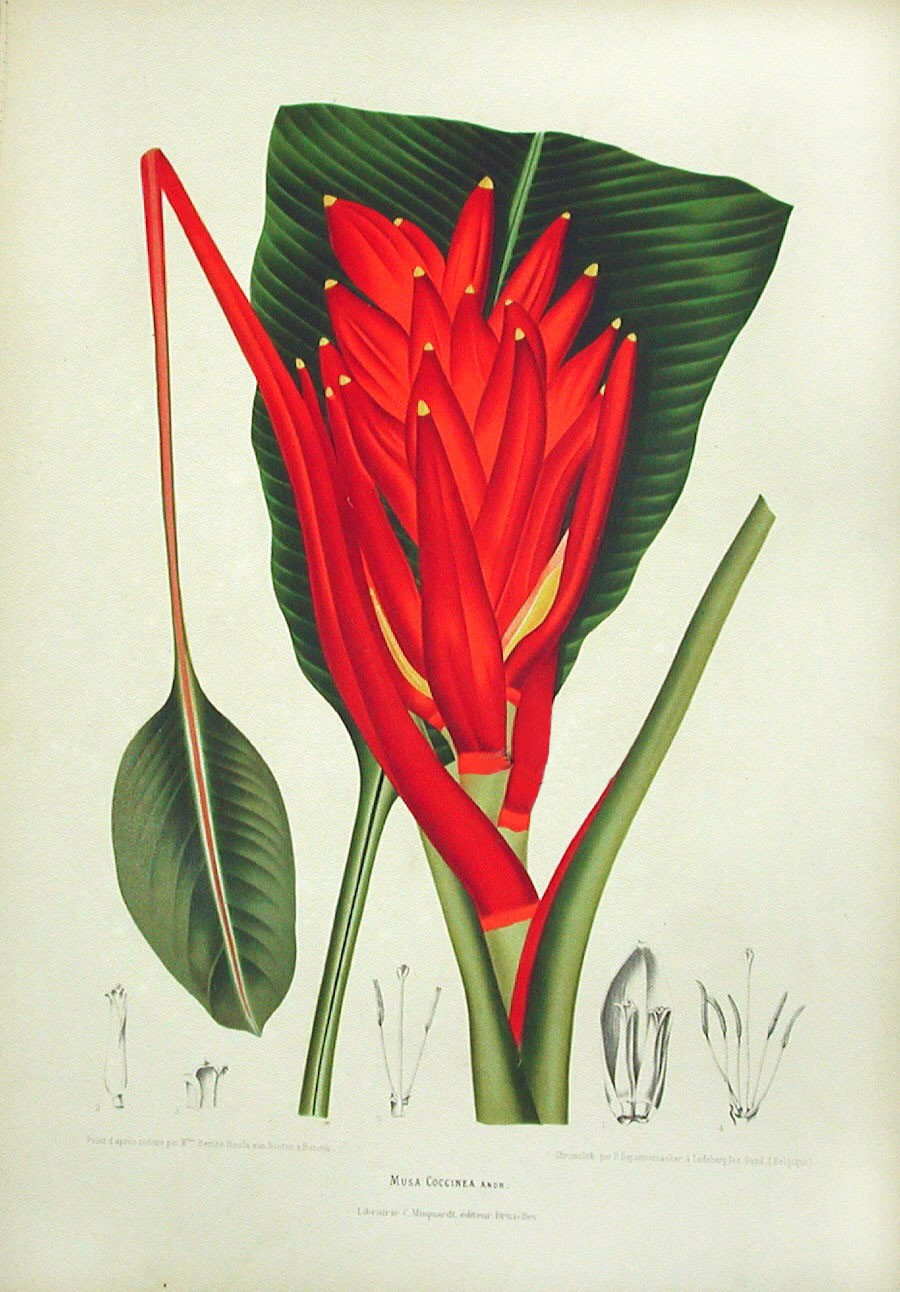
Rajz a virágzatról

### Fordítás
- Ez a szócikk részben vagy egészben  a   Musa coccinea című angol Wikipédia-szócikk ezen változatának fordításán alapul.  Az eredeti cikk szerkesztőit annak laptörténete sorolja fel. Ez a jelzés csupán a megfogalmazás eredetét és a szerzői jogokat jelzi, nem szolgál a cikkben szereplő információk forrásmegjelöléseként.